# Warnemünde

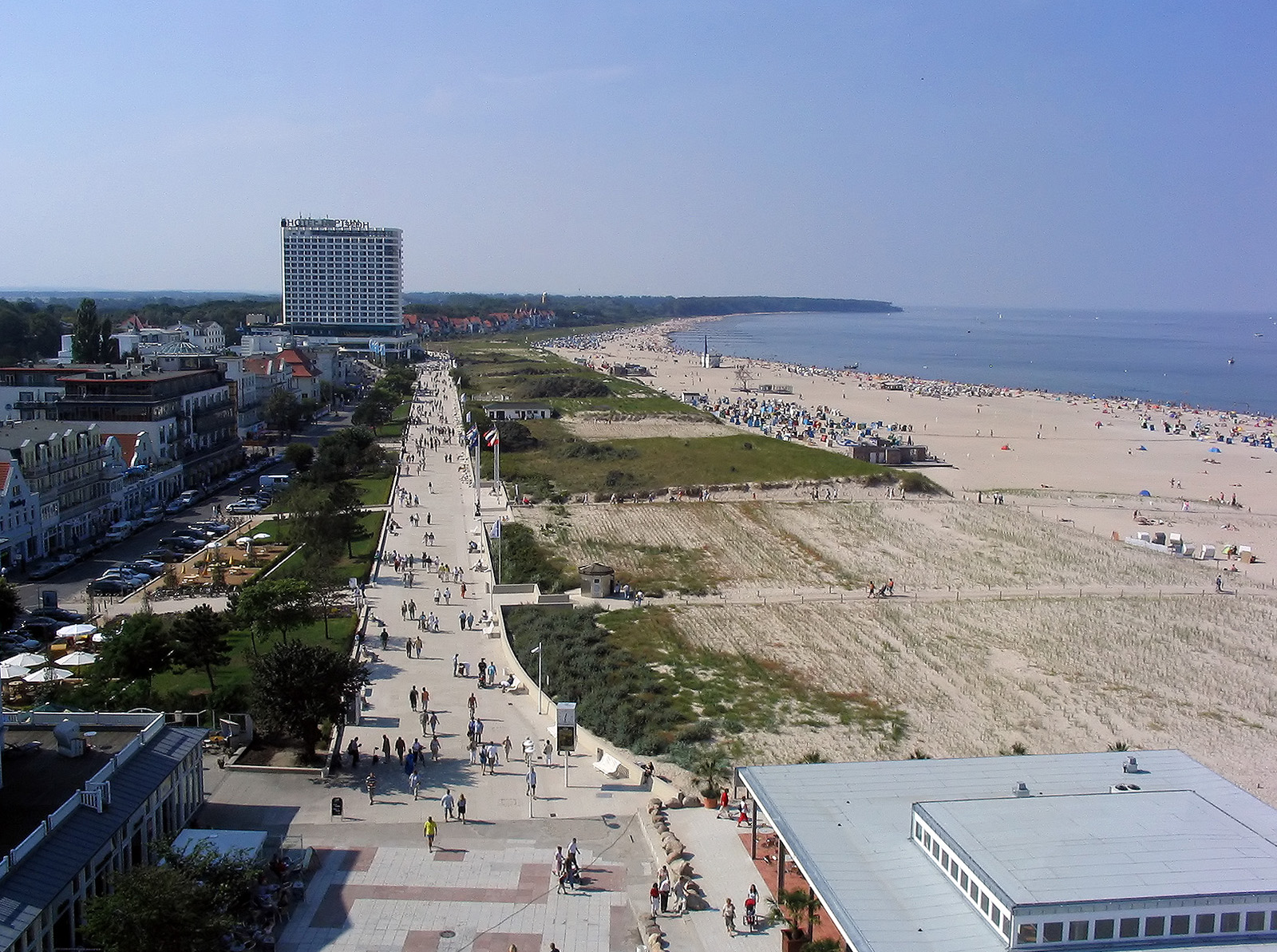
Strand

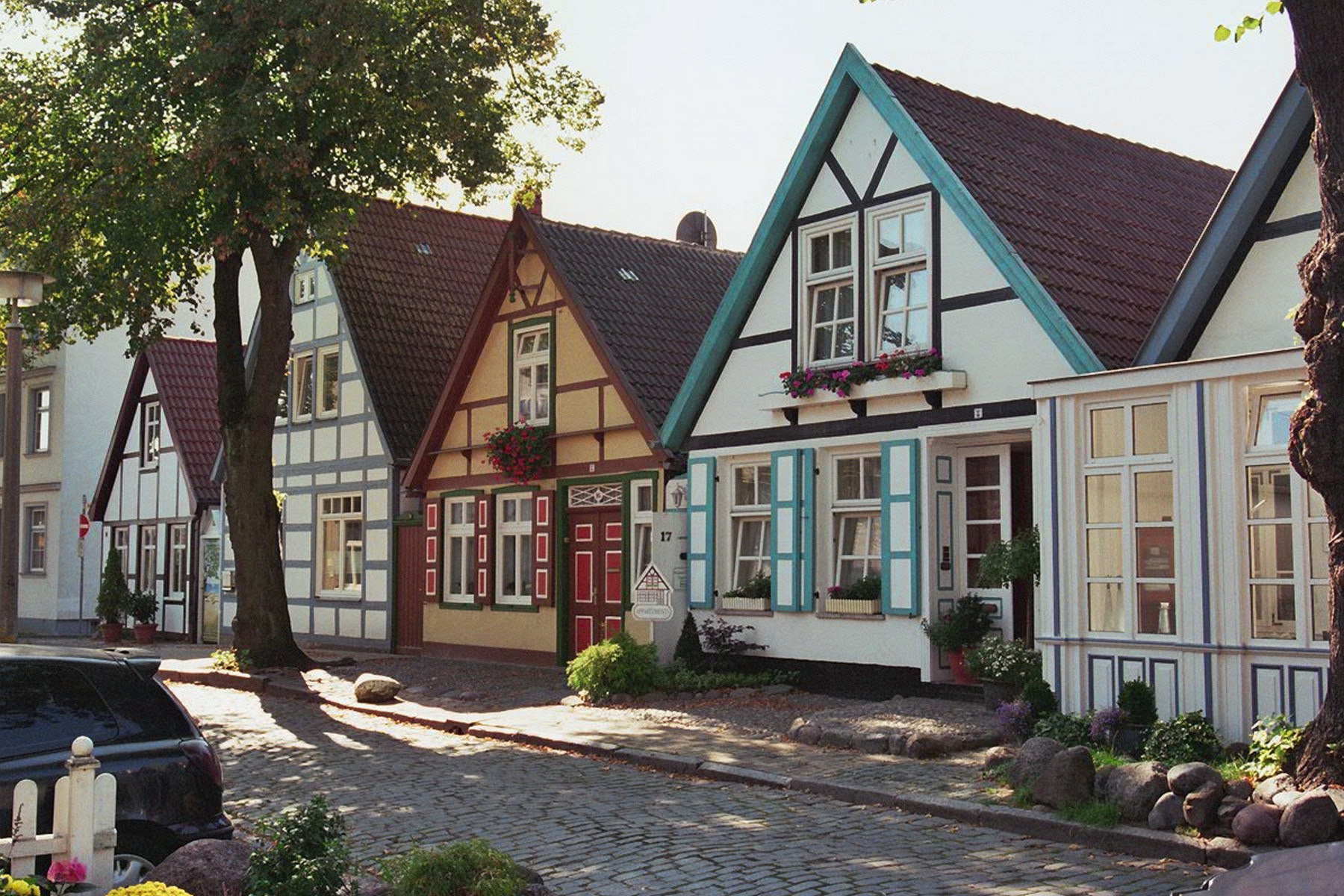
Achterreeg of Alexandrinenstraße

Warnemünde (van Warnowmünde, 'Warnowmonding') is een Duitse badplaats aan de Warnow en aan de Oostzeekust, die kan bogen op het breedste zandstrand aan de hele Duitse Oostzeekust. Het is een stadsdeel van de hanzestad Rostock waarmee het door een S-Bahn is verbonden. Warnemünde is bekend door de Warnemünder Woche, een jaarlijks plaatsvindende regatta. Daarnaast vindt elk jaar in augustus de Hanse Sail plaats. Beide evenementen trekken geregeld meer dan een miljoen toeristen.

## Geschiedenis
Warnemünde was vroeger een vissersdorpje. De stad Rostock verwierf het dorp in 1323. Tot in de twintigste eeuw was het een exclave van Rostock, maar het is met de komst van de S-Bahn en de bouw van nieuwe wijken met het stadscentrum verbonden.
De bebouwing beperkte zich tot in de 19e eeuw op de straten Vöörreeg (Platduits: rij aan de voorkant, later: "Am Strom") en Achterreeg (Platduits: achterste rij, later: "Alexandrinenstraße"), die allebei parallel aan de oude monding van de Warnow liggen. De Warnemünder Vogtei uit 1605 is het oudste bewaard gebleven gebouw van Warnemünde.
In de 19e eeuw werd de functie van zeebad belangrijker en groeide het dorp. Zo waren er in 1834 reeds 1000 badgasten op 1500 inwoners. Vanaf 26 juni 1886 bestond er een poststoomschipverbinding op Gedser in Denemarken, eerst met de raderstoomschepen "Kaiser Wilhelm" en "König Christian", vanaf 1903 met een treinveerverbinding met de schepen "Prinsessin Alexandrine" en "Friedrich Franz IV". In 1995 werd de verbinding stopgezet toen alle veerboten van Scandlines de rivier overstaken en vanuit Rostock Überseehafen gingen vertrekken. Warnemünde bleef de aanlegplaats voor cruiseschepen. De pittoreske vuurtoren werd in 1898 gebouwd.

## Bezienswaardigheden
- strand

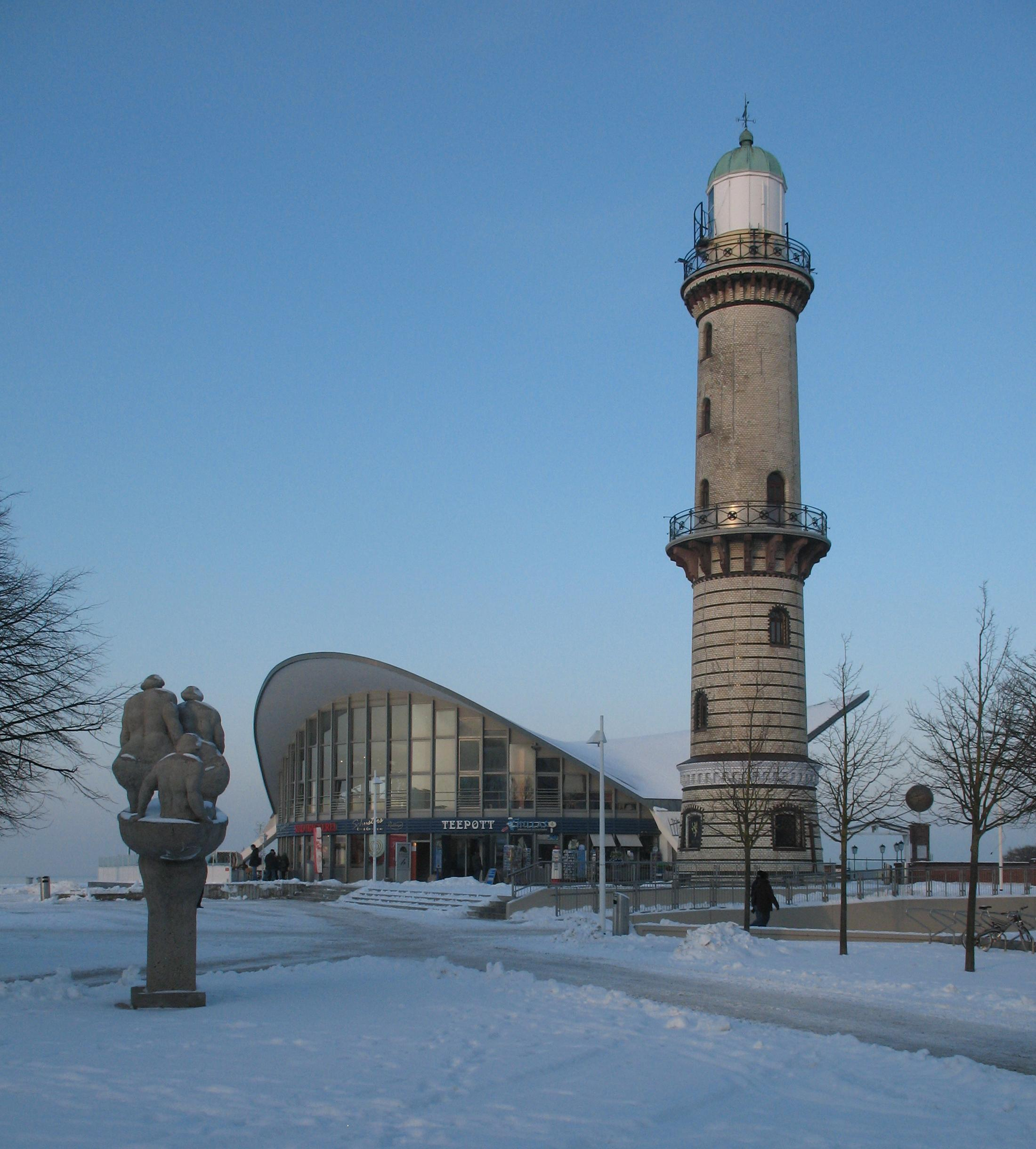
Vuurtoren van Warnemünde met links de Teepott

- strandpromenade (Teepott, Hotel Neptun)
- vuurtoren
- Alter Strom, aan de schilderachtige oude Warnowmonding
- oude steegjes achter de Alter Strom (Achterreeg)
- passagiersterminal, geopend op 30 april 2005 ('s zomers een ankerplaats voor vele cruiseschepen)

## Cultuur en sport

### Muziek
Warnemünde kent veel muzikanten en muziekgroepen, zoals Horst Köbbert, De Klaashahns, De Plattfööt, TonArt, Irish Coffee en Heide Mundo.

### Voetbal
SV Warnemünde Fußball speelt in het Friedrich-Ludwig-Jahn-Sportterrein aan de Parkstraße en organiseert elk jaar de Atlantic-Cup. Als hoogtepunt van dit toernooi vindt elk jaar de wedstrijd tussen de bakkers en de schoorsteenvegers plaats, die in hun werkkleding voetbal spelen, en die zich voor de match met meel dan wel roet besmeuren.

### Film
De film EuroTrip (2004) is voor een deel opgenomen in Warnemünde.

## Geboren
- Kirsten Emmelmann (1961), atlete